# Paal (object)

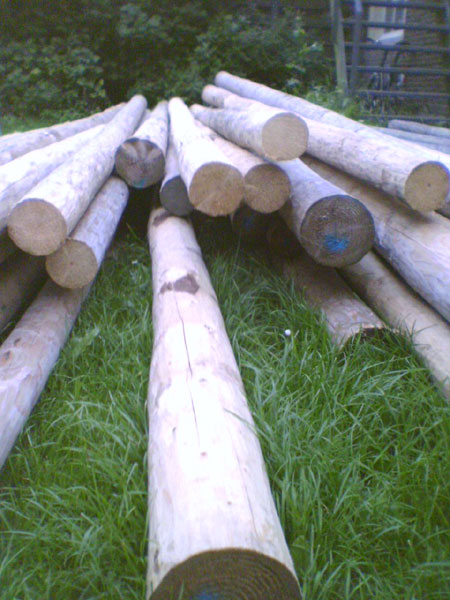
Een stapel pionierpalen

Een paal is een stevig langwerpig verticaal (of eventueel enigszins schuin) geplaatst object, waarbij de breedte over de hele lengte ongeveer gelijk is. Een paal is bijvoorbeeld van hout, kunststof, steen of metaal.
Palen kunnen onderling verschillende diktes hebben, maar om als een paal genoemd te kunnen worden, is er wel een zekere minimumdikte. Een paal van slechts enkele centimeters dik noemt men niet langer een paal, maar een staak.
Toepassingen:

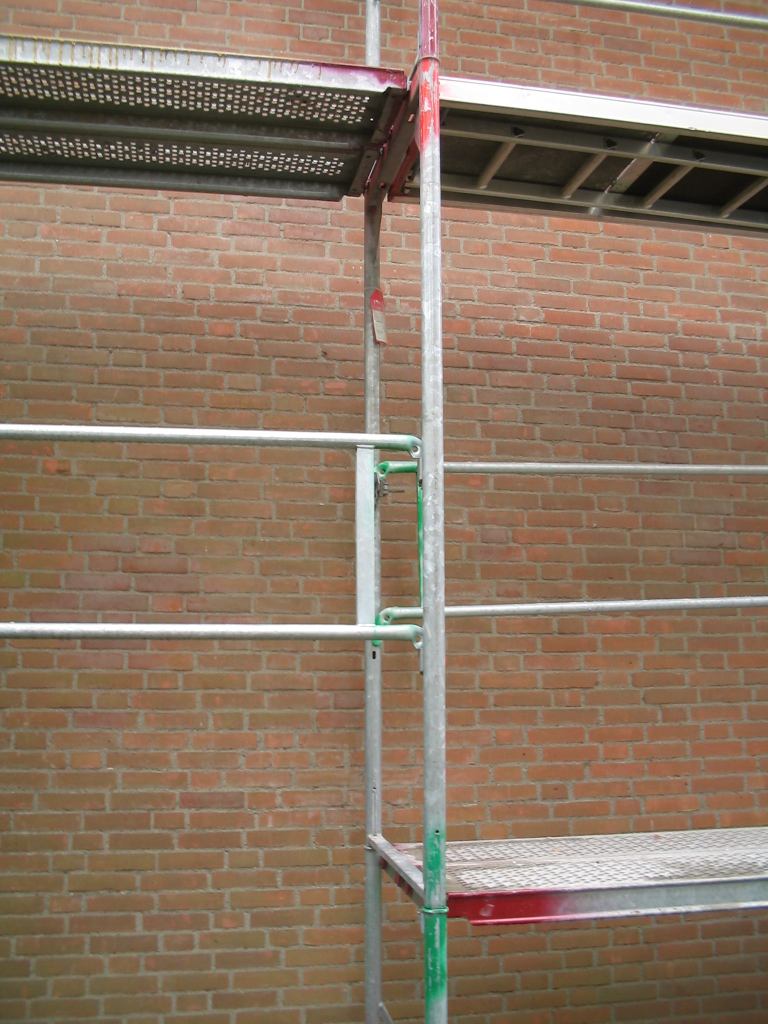
Bouwsteiger met steigerpijpen

- Ondersteuning. Dit kan zijn in de vorm van heipalen waarop een fundament gebouwd wordt, maar ook als bovengrondse paal die andere objecten op hun plaats houden, zoals bij een lantaarnpaal, schandpaal en rolpaal. Andere soorten palen in constructies zijn onder meer steigerpalen (ook wel steigerpijpen), schoorpalen en pionierpalen. Een paal wordt ook gebruikt om een object op de juiste hoogte te situeren zonder dat er een voldoende hoog object in de buurt is waar het aan bevestigd kan worden. Dit wordt bijvoorbeeld toegepast bij een lantaarnpaal, en bij kleine apparaten waar mensen gemakkelijk bij moeten kunnen, zoals een OV-chipkaartpaal. Verder is er de mast, om er zaken zoals doeken in op te hangen. Zo zijn er de vlaggenmast en de scheepsmast.
- Markering.
  - Grenzen, bijvoorbeeld de grenspalen. Deze staan vaak op plaatsen waar de grens een knik maakt en dragen dikwijls een nummer.
  - Afstanden, bijvoorbeeld de hectometerpalen, mijlpalen of strandpalen. Hier wordt een bepaalde afstand mee aangegeven.
- Doelbewust obstakel, bijvoorbeeld:
  - Amsterdammertje
  - Hagenaar (paaltje)

In sportieve contexten treft men palen aan in het paalwerpen. Dit wordt onder meer beoefend als onderdeel van de Schotse Highland games. Een andere sport is paalklimmen waarin men zo snel mogelijk de top van de paal probeert te bereiken. Palen worden in veel sporten ook gebruikt om doelen mee aan te geven (doelpaal) of, bij korfbal, aan op te hangen.  
Palen werden tot in de 19e eeuw toegepast in dijken. Deze dijken werden voorzien van zogenaamde paalwerken. In de 18e eeuw verscheen de paalworm die deze paalwerken aantastte, waardoor de dijken instabiel werden bij storm en hoogwater.

## Etymologie
Het woord paal komt van het Latijnse pālus dat waarschijnlijk teruggaat op pangere 'in de grond slaan, bevestigen'.

## Spreekwoorden en gezegden
- 'Voor paal staan'
- 'Dat staat als een paal boven water'
- 'Ergens paal en perk aan stellen'